# NGC 809
NGC 809 ist eine linsenförmige Galaxie vom Hubble-Typ S0 im Sternbild Walfisch südlich der Ekliptik. Sie ist schätzungsweise 240 Millionen Lichtjahre von der Milchstraße entfernt und hat einen Durchmesser von etwa 85.000 Lj.

Im selben Himmelsareal befinden sich u. a. die Galaxien NGC 787 und NGC 811.
Die Typ-Ia-Supernova SN 2006ef wurde hier beobachtet.
Das Objekt wurde am 1. September 1886 von dem US-amerikanischen Astronomen Lewis A. Swift entdeckt.